# Abbaye d'Ellwangen
L’abbaye d’Ellwangen est une ancienne abbaye bénédictine de l'est du Wurtemberg, qui fut active de 764 à 1460. Encore aujourd'hui, les édifices de cette ancienne abbaye continuent de façonner le paysage urbain d'Ellwangen, notamment l'église et la basilique Saint-Vit.

## Fondation de l'abbaye d'Ellwangen
L’abbaye d'Ellwangen fut fondée en 764 sur une propriété de deux chevaliers, les frères Hérulphe et Erlolf. Ces deux frères appartenaient à l’aristocratie des Bavarii et en disposaient comme territoire de chasse. Hérulphe était au service des Agilolfing, tandis qu’Erlolf était vraisemblablement chanoine de Langres. Il y avait alors à l'emplacement de l'actuelle ville d’Ellwangen un village alaman, et c'est à proximité de ce village que Hérulphe et Erlolf fondèrent un monastère bénédictin. Il était dédié au Saint Sauveur et aux apôtres Pierre et Paul, et il accueillit des moines de l’abbaye Saint-Bénigne de Dijon.

## Apogée

### Promotion au rang d'abbaye royale
En 814, Louis le Pieux prit sous sa protection le monastère de Virngrund, consacré « abbaye royale » vers 775-80, confirma ses propriétés déjà considérables et lui octroya le droit de se choisir un abbé en toute liberté. Dès 830 le couvent comptait 120 frères (prêtres et frères lai) puis en 838 même 160 ; dans le registre de jumelage de Saint-Gall, il est même question de 177 membres de l’Ordre travaillant dans l'enceinte de l'abbaye. Les saints patrons étaient à cette époque Christ-Sauveur, la Vierge Marie, Saint Sulpice et Servilianus, martyrs dont des reliques furent données en 773 à l’évêque Hérulphe de Langres par le pape Adrien Ier. Ces reliques sont aujourd'hui toujours conservées dans une châsse dans de l’ancienne église, l'actuelle basilique Saint-Vit. L'abbaye détenait d'importants territoires dans la chaîne des ballons de Virngrund.
L’abbé Sandrad rapporta entre 981 et 987 de l’abbaye de Gladbach la relique d’un bras de Saint Vit. Ce martyr devint dès lors le saint patron du monastère et de son église.

### Construction de l'église romane
L'abbaye et sa première église furent reconstruites entre 1100 et 1124 dans le style roman primitif. Des incendies dévastateurs, survenus en 1100 puis en 1182, rendirent nécessaires des reconstructions, chacune surpassant la précédente en beauté. L’église, qui était sans doute alors située plus à l’ouest qu’aujourd'hui, fut consacrée pour la première fois par les évêques Hermann d'Augsbourg et Ulrich Ier de Constance en 1124. La seconde église, érigée par un bâtisseur du nom de Wunnehard en 1229, fut consacrée par l'évêque de Naumburg Engelhard le 3 octobre 1233.
On a conservé les noms des abbés en fonction tout au long de la construction : Adalbert Ier (1136–1173), originaire de l’abbaye réformée d'Ottobeuren, assouplit la règle d’Ellwangen ; Cunon Ier (1188–1221), conseiller des princes de Hohenstaufen, autorisé la fortification du château d'Ellwangen et devint même en 1215 le premier prince d’empire. Les livres liturgiques retrouvés à Ellwangen, un Lectionnaire et un viatique en latin datant de cette époque donnent une idée de l’épanouissement spirituel de l'abbaye.

## Décadence de l'abbaye
À la fin des années 1350, le domaine d’Ellwangen fut touché, comme le reste de l’Europe, par la peste, les mauvaises récoltes et les disettes ; il s'ensuivit un déclin économique et politique rapide.
Les moines, pour la plupart issus de la haute noblesse, confrontés à des circonstances difficiles, devaient désormais faire des choix ; mais ils s'opposèrent aux réformes proposées par les abbayes de Fulda et d’Ottobeuren et ne se conformèrent pas exactement aux préceptes de charité et de frugalité de l’ordre de Saint-Benoît. Dès 1384, il ne restait plus que sept conventuels ; en 1430, une nouvelle épidémie ravagea la ville, ne laissant au monastère que trois moines. Comble de malheur, un incendie déclenché lors de la nuit de la Sainte-Lucie de 1443 détruisit la ville, et endommagea considérablement les édifices de l'abbaye. Les derniers moines quittèrent donc leur retraite pour s'établir en ville, où ils prirent un style de vie mondain. En 1459, ils sollicitèrent l'évêque d'Augsbourg de faire de leur abbaye une fondation de chanoines. C'est finalement la prévôté d’Ellwangen qui, avec l'approbation du pape Pie II, prit le 14 janvier 1460 la succession de l’abbaye.